# Lee Re
Lee Re (hangul: 이레; ur. 12 marca 2006) – południowokoreańska aktorka i modelka.

## Życiorys
Lee rozpoczęła karierę od pracy jako modelka. Zadebiutowała jako aktorka w serialu telewizyjnym Gusbai Manul z 2012 roku. Po raz pierwszy wystąpiła w filmie Sowon z 2013 roku, w którym zagrała rolę uczennicy szkoły podstawowej próbującej przezwyciężyć traumę brutalnej agresji seksualnej. Jej rola w filmie została jednogłośnie pochwalona i zdobyła nagrodę dla najlepszej aktorki drugoplanowej na Międzynarodowym Festiwalu Filmowym w Pekinie.
Zwróciła uwagę na role aktorskie w filmach Gaereul humchineun wanbyeokhan bangbeob (2014), Obba Saenggak (2016), Zombie express 2: Półwysep (2020) i dramacie Yungnyong-i Nareusya (2015).
W 2017 roku brała udział w koreańskim dubbingu głosu japońskiego filmu animowanego Kimi no na wa. (2016).

### Życie prywatne
Obecnie uczęszcza do prywatnej alternatywnej szkoły dla protestantów w Inczon.

## Filmografia

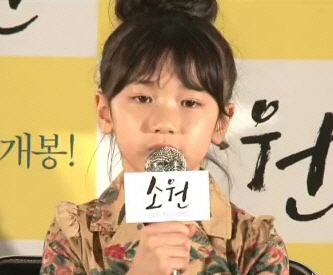
Lee Re (2013)

### Filmy
- Sowon (2013) - Im So-won
- Gaereul humchineun wanbyeokhan bangbeob (2014) - Ji-so
- Oppasaeng-gag (2016) - Soon-ee
- Kimi no na wa. (2017) - Yotsuha Miyamizu (głos) (koreański dub)
- 7Nyeonui Bam (2018) - Yoo Se-ryung
- Jeungin (2019) - Kyung-hee
- Geol Kapseu (2019) - młody Ji-hye
- Zombie express 2: Półwysep (2020) - Joon-i

### Telewizja
- Gusbai Manul (Channel A 2012) - Min-seo
- Chujeokja (SBS TV 2012) - córka Yoon Chang-min
- O Ja-ryong-i Ganda (MBC 2012) - Byul
- Syupeodaedi Yeol (tvN 2015) - Cha Sa-rang
- Yungnyong-i Nareusya (SBS 2015) - młody Boon-yi
- Dorawayo Ajeossi (SBS 2016) - Kim Han-na
- Manyeoui Beopjeong (KBS2 2017) - młody Ma Yi-deum
- Radio Romaenseu (KBS2 2018) - młody Song Geu-rim
- Alhambeura Gungjeonui Chueo (tvN 2018) - Jung Min-joo
- Start-Up (tvN 2020) - młody Won In-jae
- Annyeong? Naya! (KBS 2021) - młody Ban Ha-ni
- Homtaun (tvN 2021) - Jo Jae-young
- Deurama Seuteij (tvN 2022)

### Seria internetowa
- Mubeu tu hebeun: Naneun yupumjeongnisaimnida (Netflix 2021) – motylkowa dziewczyna
- Jiok (Netflix 2021) - Jin Hee-jung

## Nagrody
- Międzynarodowym Festiwalu Filmowym w Pekinie nagroda dla najlepszej aktorki drugoplanowej (2014)
- Marie Claire Film Festival nagroda dla najlepszej nowa aktorka (2015)
- KBS Drama Awards nagroda dla najlepszej młoda aktorka (2017)
- Buil Film Awards nagroda dla najlepszej aktorki drugoplanowej (2020)
- KBS Drama Awards nagroda dla najlepszej młoda aktorka (2021)